# Zanūrī
Zanūrī (persiska: زَنورِه, زنوری, Zenūrī) är en ort i Iran.   Den ligger i provinsen Kurdistan, i den nordvästra delen av landet, 400 km väster om huvudstaden Teheran. Zanūrī ligger 1 568 meter över havet och antalet invånare är 162.
Terrängen runt Zanūrī är kuperad. Runt Zanūrī är det ganska tätbefolkat, med 60 invånare per kvadratkilometer. Närmaste större samhälle är Zovenj, 6,9 km sydväst om Zanūrī. Trakten runt Zanūrī består i huvudsak av gräsmarker.